# Disques Trafic
 (mars 2011).
Si vous disposez d'ouvrages ou d'articles de référence ou si vous connaissez des sites web de qualité traitant du thème abordé ici, merci de compléter l'article en donnant les références utiles à sa vérifiabilité et en les liant à la section « Notes et références ».
Les Disques Trafic était une étiquette québécoise fondée en 1978 par Daniel Lavoie et son imprésario de l'époque, Rehjan Rancourt. Elle a produit plusieurs artistes de la relève québécoise dont Luc De Larochellière, Marie Philippe et François Pérusse, entre autres. Trafic a eu 4 stades de distribution: d'abord avec Trans-Canada, puis avec CBS Records, ensuite avec MCA Records et enfin avec Distribution GAM. Dès 1994, Rehjan Rancourt liquide son label à la suite du départ de Daniel Lavoie et pour cause de difficultés financières.